# Creo Arkitekter
Creo Arkitekter, grundlagt 1945, er et dansk arkitektfirma med hovedsæde i Odense. Firmaet beskæftiger 21 ansatte. 
Creo Arkitekter blev grundlagt af arkitekt Jørgen Stærmose. Firmaet vandt allerede i 1953 og 1954 to store tegnekonkurrencer om at tegne Odense Amtssygehus (nu Odense Universitetshospital) og det nye Rigshospital i København. Blandt senere projekter er Rosengårdcentret (1970), City 2 (1975), Aabenraa Sygehus (1979), Randers Storcenter (1998) og Fyens Stiftstidendes mediehus (2005). Creo Arkitekter har desuden stået for ombygninger og ny farvesætning på Christiansborg og Odense Rådhus. De har desuden arbejdet på mere end 50 hospitaler landet over.[kilde mangler]
Selskabet, der er medarbejderejet, har i dag kontor nær Odense Havn.